# أسفل عساق (حبيل جبر)

تعديل مصدري - تعديل

أسفل عساق هي إحدى قرى عزلة حبيل جبر بمديرية حبيل جبر التابعة لمحافظة لحج، بلغ تعداد سكانها 72 نسمة حسب تعداد اليمن لعام 2004.